# Boțoi
Boțoi – wieś w Rumunii, w okręgu Vaslui, w gminie Dragomirești. W 2011 roku pozostawała niezamieszkana.